# Trichiocercus bicolorifera
Trichiocercus bicolorifera är en fjärilsart som beskrevs av Embrik Strand 1925. Trichiocercus bicolorifera ingår i släktet Trichiocercus och familjen tandspinnare. Inga underarter finns listade i Catalogue of Life.